# Zhao Chanyuan
Zhao Chanyuan (* 1979  in Xi’an) ist eine chinesische Guzheng-Spielerin. Sie ist Diplompädagogin, Komponistin, Sängerin und freiberufliche Musikerin für Guzheng und Harfe. Sie absolvierte eine internationale Konzerttätigkeit als Solokünstlerin und in diversen Ensembles in Deutschland, Frankreich, Ägypten, Marokko, Italien, Niederlande und China.

## Biografie

### Ausbildung
Im Alter von sechs Jahren begann Zhao Chanyuan mit dem Spiel der Guzheng, einer Wölbbrettzither mit 21 Saiten, die zu den ältesten Instrumenten in der traditionellen chinesischen Musik gehört. Bereits in jungen Jahren nahm Zhao Chanyuan an nationalen Wettbewerben teil und errang zahlreiche Preise. Sie gab in China Solokonzerte, wirkte aber auch in Ensembles für traditionelle Musik mit.

Von 1997 bis 2001 studierte sie die chinesischen traditionellen Instrumente Guzheng am Konservatorium in Xi’an unter anderem bei Zhou Yanjia, Gaozicheng, Zhaomanqin Fanzifeng und Yinqun. Zudem erhielt sie Klavierunterricht bei Huangruike und Kompositionskurse bei Lujinyong, Zangxuru, Licun. Ihr Studium schloss sie mit dem Bachelor of Arts ab.
Von 2002 bis 2007 studierte sie im Hauptfach Harfe bei Monika Wischnowski und Harfe-Didaktik bei Han-An Liu an der Hochschule für Musik Köln, Standort Wuppertal (Abschluss: Dipl. - Instrumentalpädagogin). Von 2008 bis 2011 folgte ein Kompositions-Studium an der Folkwang Universität der Künste.

### Musikerin und Pädagogin
2011 war sie Dozentin am Konfuzius-Institut in der Metropole Ruhr sowie wissenschaftliche Hilfskraft am Institut für Lebenslanges Lernen im Partnerschaftsprogramm mit der Tsinghua-Universität. Sie erhielt einen Lehrauftrag an der Folkwang Universität der Künste für Interkulturelle Kompetenz und Diversitätskompetenz. Sie begründete sie mit Benjamin Leuschner die Konzertreihe Klangraum - Welten: Podium für ethnische Kunstbegegnung & improvisierte Musik. Seit 2012 ist sie Produzentin und Geschäftsführerin des Musikverlag Ars Metaphonia. 2014 war sie Lehrkraft an der Städtischen Musikschule Ratingen und Doktorandin für Sinologie an der Universität Heidelberg.
Seit 2016 studiert sie Musikwissenschaft an der Folkwang Universität der Künste im Ruhrgebiet.
Chanyuan Zhao verfügt über ein breit gefächertes Repertoire an gegenwärtiger und traditioneller chinesischer Musik für ihr Instrument. Derzeit lebt sie in Essen und arbeitet mit dem Perkussionisten Benjamin Leuschner im Duo Seidenstraße zusammen.

## Preise und Auszeichnungen
- 1993 Zweiter Preis im Nanjinger Einladungswettbewerb für nationale Instrumentalmusik, China
- 1995 Erster Preis im 7. Wettbewerb für das Traditionelle Musikinstrumentalspiel der Musikhochschule Xi’an, China
- 2001 Erster Preis für Interpretation und Komposition des Zheng Instrumentes (Chinesischer Nationaler Orchestermusikverband, Neue Werke und Symposium), CD und DVD Aufnahme und Noten Veröffentlichung
- 2004 Stipendiatin der Bayreuther Festspiele 2004
- 2006 Auszeichnung mit Duo SeidenStrasse beim Eurofestival Zupfmusik, 2006, Bamberg
- 2006 Publikums-Preis mit Duo SeidenStrasse beim Creole-Wettbewerb NRW (Weltmusik Wettbewerb)
- 2008 Landespreis NRW mit Duo SeidenStrasse beim Creole-Wettbewerb